# Nélida del Roscio
Nélida I. Del Roscio es una exnadadora argentina que representó a su país en los Juegos Panamericanos de 1951 celebrados en Buenos Aires, los primeros de la historia. En esta competición obtuvo una medalla de plata en relevos 3 × 100 medley junto a Ana María Schultz y Aurora Otero Rey, con un tiempo conjunto de 3m59s. En los 100 metros estilo espalda del mismo torneo fue cuarta.
En 1952 ganó los 200m espalda del Campeonato Argentino de Natación con un tiempo de 2.52.3 y quedó segunda tras Vanna Rocco en los 100m de la misma modalidad.
Fue medalla de plata tanto en los 100 como en los 200 metros estilo espalda del Campeonato Sudamericano de Natación de 1952 celebrado en Lima, Perú. En ambos casos detrás de la brasileña Edith de Oliveira.

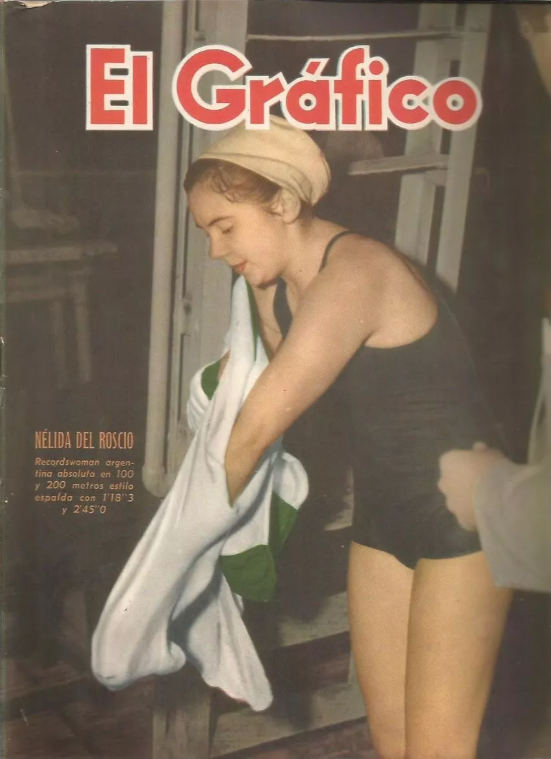
Nélida del Roscio en la tapa de El Gráfico.

En su carrera obtuvo el récord nacional de estilo espalda tanto en los 100 metros como en los 200 metros.